# Frank (nom)
 (mars 2018).
Si vous disposez d'ouvrages ou d'articles de référence ou si vous connaissez des sites web de qualité traitant du thème abordé ici, merci de compléter l'article en donnant les références utiles à sa vérifiabilité et en les liant à la section « Notes et références ».
Pour les articles homonymes, voir Frank.
Ne doit pas être confondu avec Franka ou Franck.
Frank est le nom en langue germanique du peuple des Francs. Ainsi, en allemand, Frankreich (littéralement « Royaume franc ») désigne la France. À l'origine  le prénom Frank aurait signifié « homme libre ». Ce prénom assez obscur pourrait avoir un rapport avec un combattant faisant valoir ses droits et le peuple germanique des Frijks, ainsi devenu dans la mythologie écrite, les Francs. Il peut également désigner un propriétaire terrien libre sans être d'ascendance noble, contrairement aux serfs du moyen anglais franklen.
Actuellement, c'est un nom de famille et de lieu, ainsi qu'un prénom masculin fréquent en Grande-Bretagne et en Allemagne, habituellement en France, on écrit la variante « Franck » qui est un prénom d'origine anglophone. Son diminutif le plus usité est « Frankie » aux États-Unis. Il est à noter qu'aux États-Unis, c'est la forme allemande « Frank » et non « Franck » qui est utilisée.